# Palau Giustinian Recanati
El Palau Giustinian Recanati és un edifici arquitectònic de Venècia, situat al districte de Dorsoduro i amb vistes al canal de la Giudecca, just a l'esquerra del Palau Clary.

## Història
El Palau Giustinian va ser construït al segle XVI per ser la llar d'una branca de la família Giustinian, unida per matrimoni als Morosini.
Va passar, per sang, a la família Recanati, originària de Badia Polesine i registrada al patriciat venecià al segle XVII.
Actualment el palau està ben conservat en totes les seves parts i encara pertany als descendents de la família Giustinian Recanati.

## Descripció
El palau Giustinian Recanati està distribuït en tres plantes. La façana presenta, a la planta baixa, un gran portal sobre el qual penja l'escut de pedra de la família Giustinian.
A la planta principal destaca la presència d'obertures d'arc de punt rodó acompanyades de balcons de pedra i inscrites en emmarcaments rectangulars: dos parells de finestres monófores als costats i, centralment, una gran finestra quadrilàtera sostinguda per columnes jòniques.
Un entresol a l'àtic, coronat per una cornisa de dentells, s'obre per una sèrie de vuit petites finestres quadrades.
La façana posterior de l'edifici té línies neoclàssiques, degudes a una intervenció del segle XVIII, probablement obra d'Antonio Diedo. Aquesta façana dona a un petit jardí al riu Ognissanti, del qual està separada per un mur, sobre el qual s'alça una estàtua del segle XIX que representa la Mare de Déu amb el Nen.
A l'interior, el palau està sumptuosament decorat amb estuc del segle XVIII i mobles antics.